# Evangelismós (ort i Grekland, lat 39,84, long 22,10)
Evangelismós är en ort i Grekland.   Den ligger i prefekturen Nomós Larísis och regionen Thessalien, i den centrala delen av landet, 250 km nordväst om huvudstaden Aten. Evangelismós ligger 201 meter över havet och antalet invånare är 722.
Terrängen runt Evangelismós är huvudsakligen kuperad, men den allra närmaste omgivningen är platt. Evangelismós ligger nere i en dal. Runt Evangelismós är det ganska glesbefolkat, med 29 invånare per kvadratkilometer. Närmaste större samhälle är Elassóna, 9,4 km nordost om Evangelismós. Trakten runt Evangelismós består till största delen av jordbruksmark.